# KKKill the Fetus
KKKill the Fetus è il terzo album in studio del rapper statunitense Esham, pubblicato nel 1993.

## Tracce
1. What Is Evil – 2:17
2. Symptoms of Insanity – 3:12
3. Runnin' From Me! – 1:43
4. Voices in My Head – 3:07
5. No Singing/Misery – 3:25
6. Jackie – 2:37
7. Game of Death (featuring Mastamind & TNT) – 4:16
8. Headache/Wet Day Dreamer – 2:31
9. Hot Booty – 2:59
10. I Thought U Knew – 3:23
11. If This Ain't Hell – 4:00
12. My Understanding Is Zero – 1:25
13. Perpetration – 2:56
14. Freak Nasty – 3:19
15. Headhunter (featuring Mastamind) – 3:35
16. KKKill the Fetus – 4:47
17. Don't Blame Me – 3:23
18. You Still Hoe'n – 2:39
19. Sunshine – 3:33
20. My Mind's Blowin' Up! – 3:38
21. Get on Down – 3:13
22. 666 – 3:33
23. Hellterskkkelter – 3:47